# Windklasse
De ijsbrekers van de Windklasse (Wind Class) zijn in de Tweede Wereldoorlog gebouwd voor de Amerikaanse kustwacht en marine. In totaal zijn er acht schepen van de Windklasse gebouwd, waarvan één ver na de oorlog voor de Canadese marine. De laatste ijsbreker werd begin 1989 buiten gebruik gesteld.

## Geschiedenis
De Amerikaanse kustwacht was tijdens de Tweede Wereldoorlog belast met de verdediging van Groenland. Ze begeleidde ook vrachtschepen naar losplaatsen in Groenland. Om deze taak goed uit te kunnen voeren waren speciale schepen, ijsbrekers, noodzakelijk omdat de zee rond Groenland tijdens de winter was dichtgevroren.
In november 1941 plaatste de kustwacht een order voor vijf schepen; haar eerste ijsbrekers. Het ontwerp van de schepen was gebaseerd op een Zweedse ijsbreker de Ymer. Het ontwerpbureau Gibbs & Cox in New York en de Coast Guard's Naval Engineering Division werkten nauw samen om het Zweedse ontwerp te vervolmaken. De schepen waren destijds de meest technologisch ontwikkelde ijsbrekers ter wereld.
De ijsbrekers hadden een dubbele romp. Dit was extra veilig. Er waren speciale watertanks in de dubbele romp geplaatst, het schip kon zo snel zeewater van bak- naar stuurboord of van achteren naar voren, en ook in omgekeerde richting, verpompen. De waterverplaatsing deed het schip schommelen waardoor het zich uit het ijs los kon maken als de motoren alleen het werk niet aankonden.
Van de acht ijsbrekers in de Windklasse waren er vijf bestemd voor de kustwacht, twee voor de Amerikaanse marine en een voor de Canadese marine. Drie van de zeven Amerikaanse ijsbrekers, de Westwind, Southwind en Staten Island zijn tijdelijk – tussen ongeveer 1945 en 1950 – uitgeleend aan de marine van de Sovjet-Unie op basis van de Leen- en Pachtwet. 
Het laatst overgebleven schip uit de Windklasse, de USCGC Northwind, bleef tot begin 1989 in dienst en werd in 1999 in ongeveer zes maanden tijd verschroot door International Shipbreakers, in de haven van Brownsville (Texas).

## Namen en typeaanduiding
Aanvankelijk hadden de schepen voor de kustwacht de typeaanduiding WAG hetgeen stond voor Coast Guard, Auxiliary, General (kustwacht, hulpschip, ijsbreker), en voor de Amerikaanse marine AGB wat betekende Auxiliary, General, Breaker (hulpschip, algemeen, ijsbreker).

In 1949 kregen alle schepen voor de kustwacht een nieuwe typeaanduiding, namelijk een extra B wat resulteerde in WAGB. Dit waren de letters voor Coast Guard, Auxiliary, General, Breaker. In 1965 en 1966 werden de ijsbrekers van de marine overgedragen aan de kustwacht.
- De USCGC Staten Island (WAG-278) werd eerst hernoemd tot USS Northwind (AGB-5), en korte tijd later weer herdoopt tot USS Staten Island (AGB-5). Uiteindelijk is het schip verdergegaan als USCGC Staten Island (WAGB-278).
- De USCGC Eastwind (WAG-279) werd USCGC Eastwind (WAGB-279).
- De USCGC Southwind (WAG-280) werd eerst USS Atka (AGB-3) en ten slotte USCGC Southwind (WAGB-280).
- De USS Westwind (AGB-6) werd herdoopt naar USCGC Westwind (WAGB-281).
- De USCGC Northwind (WAG-282) werd USCGC Northwind (WAGB-282).
- De USS Burton Island (AGB-88) werd hernoemd naar USS Burton Island (AGB-1) en ging ten slotte verder als USCGC Burton Island (WAGB-283).
- De USS Edisto (AGB-89) kreeg USS Edisto (AGB-2) als naam en ging uiteindelijk verder als USCGC Edisto (WAGB-284).

Het enige Canadese schip van de Windklasse was de HMCS Labrador voor de marine. Ze werd in 1951 gebouwd op basis van dezelfde tekeningen als de Amerikaanse schepen van deze klasse, maar enige verbeteringen zijn wel toegepast en ze had geen bewapening. De Labrador was in 1954 het eerste marineschip dat de Noordwestelijke Doorvaart, tussen Canada en de Noordpool, heeft gevaren. In 1958 werd ze overgedragen aan de Canadese kustwacht en voer onder de naam CCGS Labrador.

## Beschrijving

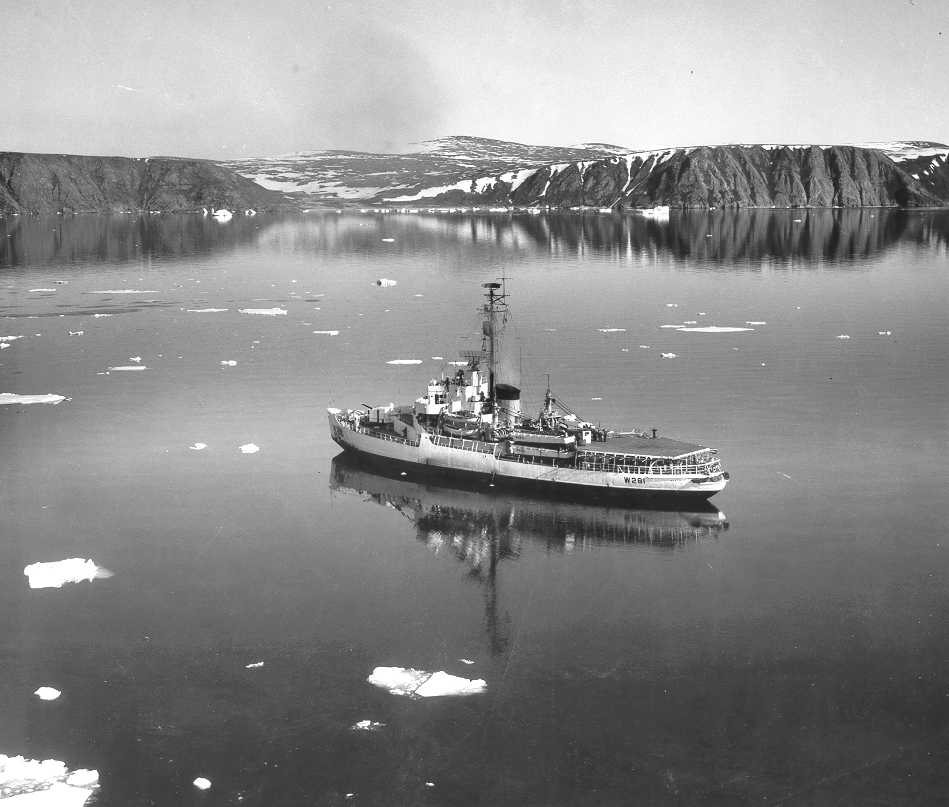
USCGC Westwind (WAGB-281), een van de zeven ijsbrekers gebouwd door de Western Pipe and Steel Company

De belangrijkste kenmerken van de schepen, zoals ze zijn gebouwd tijdens de oorlog, waren als volgt:
- Scheepswerf: Western Pipe and Steel Company, te San Pedro, Californië.
- Motor: zes Fairbanks Morse dieselmotoren van elk 2.000 pk. Deze dreven zes Westinghouse DC generatoren aan die op hun beurt drie elektromotoren aandreven.
- Schroeven: Twee schroeven achter en een in de boeg. De boegschroef werd vooral gebruikt om het ijs rond het schip los te breken en niet zozeer voor de voortstuwing.
- Lengte: 82 meter (269 ft)
- Breedte: 19,4 meter (63,5 ft)
- Waterverplaatsing: ongeveer 6.515 ton volbeladen
- Maximumsnelheid: 16,8 knoop
- Bereik: circa 60.000 kilometer (32.485 zeemijl) bij kruissnelheid van 11,6 knoop
- Kan tot vier meter (13 ft) dik ijs breken
- Vliegtuig: 1 Grumman J2F Duck watervliegtuig
- Bouwkosten: USD 9.880.037
- Verwachte levensduur: 20 jaar
- Bemanning: 21 officieren, 295 matrozen (een deel van de bemanning was nodig voor het hanteren van de bewapening. Na de oorlog is het aantal wapens afgenomen waardoor ook de bemanning is gedaald). In 1967 was de totale bemanning gedaald tot 219.
- Bewapening: Vier 127 mm (5-inch/38) kanonnen tegen land- en luchtdoelen, verdeeld over twee torens waarvan een op de boeg en een op het achterdek. Twaalf antiluchtdoelkanonnen 40 mm/60 verdeeld over drie torens. Zes 20 mm/80 antiluchtdoelmitrailleurs. Twee lanceerinrichtingen voor dieptebommen en ten slotte een hedgehog lanceerinrichting. De schepen waren tijdens de oorlog zwaar bewapend, nadien is veel weggehaald en in 1970 waren er alleen nog enkele machinegeweren opgesteld.
- In dienst genomen van 1944 tot 1954.

## Schepen in klasse
| Naam          | Kiel gelegd      | Te water         | In dienst         | Uit dienst       |
| ------------- | ---------------- | ---------------- | ----------------- | ---------------- |
| Staten Island | 9 juni 1942      | 18 december 1942 | 25 februari 1944  | 15 november 1974 |
| Eastwind      | 23 juni 1942     | 6 februari 1943  | 3 juni 1944       | 13 december 1968 |
| Southwind     | 20 juli 1942     | 8 maart 1943     | 18 juli 1944      | 31 mei 1974      |
| Westwind      | 24 augustus 1942 | 31 maart 1943    | 18 september 1944 | 28 februari 1988 |
| Northwind     | 10 juli 1944     | 25 februari 1945 | 28 juli 1945      | 20 januari 1989  |
| Burton Island | 15 maart 1946    | 30 april 1946    | 28 december 1946  | 9 mei 1978       |
| Edisto        | 15 mei 1946      | 29 mei 1946      | 20 maart 1947     | 15 november 1974 |
| Labrador      | 18 november 1949 | 14 december 1951 | 1954              | 1987             |

De Staten Island was bestemd voor de Amerikaanse marine. Deze droeg het schip over in 1944 onder de Leen- en pachtwetafspraken aan de marine van de Sovjet-Unie. Onder de naam Severni Veter heeft de ijsbreker daar gevaren. In 1951 kwam het schip terug en werd in 1966 overgedragen aan de kustwacht. De Southwind onderging hetzelfde lot, op 25 maart 1945 ging deze naar de Sovjet-Unie, voer daar onder de naam Admiral Makarov en kwam op 28 december 1949 terug. Ze werd in 1950 weer opgenomen bij de marine onder de naam USS Atka en in 1966 overgedragen aan de kustwacht met de naam USCGC Southwind. In 1974 werd ze uit de vaart genomen en op 17 maart 1976 verkocht voor 231.079 dollar om te worden verschroot. 

## USCGC Eastwind

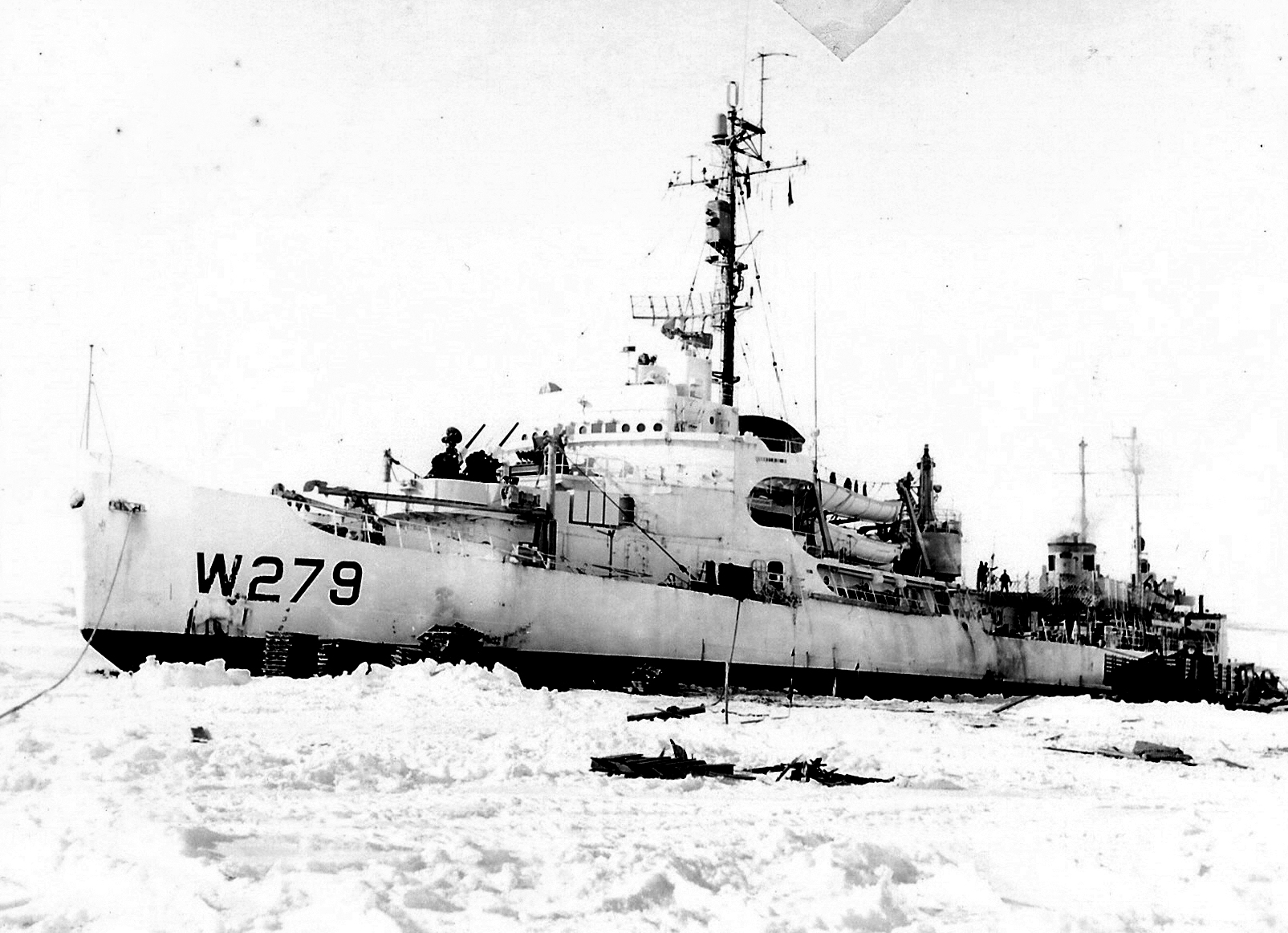
USCGC Eastwind (WAGB-279)

De Eastwind kwam in 1944 in de vaart bij de Amerikaanse marine. Samen met de Southwind moesten ze voorkomen dat de Duitse Wehrmacht weerstations op Groenland zou stationeren. Op 4 oktober 1944 werd een Duits weerstation op het eiland Little Koldeway gesignaleerd. Een landingsploeg ging aan wal en de bezetting van 12 Duitse militairen en meteorologen werd gearresteerd. Op basis van documenten aangetroffen in het kamp kreeg de marine het sterke vermoeden dat het bevoorradingsschip nog in de omgeving moest zijn. Met luchtverkenningen werd het schip gevonden. De twee ijsbrekers gingen op pad en na het afvuren van enkele waarschuwingsschoten werd de Externsteine op 15 oktober overmand. Het was het enige Duitse schip dat onbeschadigd in handen van de Amerikaanse marine was gevallen tijdens de oorlog. Het schip zat vast in het ijs en kon geen kant op. De ijsbrekers hebben het schip losgekregen en naar Boston afgevoerd. Daar heeft het schip nog tot 1950 onder de naam USS Callao (IX-205) gevaren.
Na de oorlog bleef het schip voor de kustwacht varen en bleef vooral aanvankelijk actief bij de bevoorrading van militaire installaties op Groenland. Op 19 januari 1949 kwam ze in aanvaring met de tanker Gulfstream voor de kust van New Jersey; 13 bemanningsleden kwamen hierbij om het leven. Na herstelwerkzaamheden was de Eastwind de eerste ijsbreker die een wereldreis maakte in 1960-61. Op 25 oktober 1960 vertrok ze vanuit Boston, ging door het Panamakanaal naar Nieuw-Zeeland. Daar deed ze mee aan operatie Deep Freeze op de Zuidpool. Na een lange reis via de Indische Oceaan, Suezkanaal en de Atlantische Oceaan legde ze in mei 1961 weer in Boston aan.
Later heeft ze nog vaker geparticipeerd bij de Deep Freeze operaties in Antarctica. Op 7 februari 1967 redde zij twee Deense bevoorradingsschepen, de Nella Dan en Thala Dan uit het ijs, zo’n 60 kilometer voor Budd Coast, een deel van Wilkesland. De Nella Dan zat toen reeds een maand vast in het ijs en de Thala Dan twee weken. 